# 엑스트라바겐자 (비디오 게임)
엑스트라바겐자(Extravagenza ~ 蟲愛でる少女, 엑스트라바겐자 ~ 벌래를 사랑하는 소녀)는 블랙 사이크의 2007년 작 어덜트 게임이다.

## 개요
충술사를 다루는 에로게로써 게임 CG의 대부분은 충간 씬이다.

## 줄거리
5년 전 '사쿠라이 유메미'는 가족을 잃고 알 수 없는 남자들에게 납치되어 그들에게 강간 당하고는, '벌레'의 자궁 역할을 한다. 그러나, 그녀는 그 낳은 '벌레'를 소중히 여기고 가꾸어 나가면서 결국 자신을 납치했던 남자를 죽이기에 이른다. 그리고 5년 후, Anzu라는 카페에서 이야기는 시작된다...

## 등장인물
- 사쿠라이 유메미 :
- 렌 :
- 미야카 :
- 닥터 웨스트 :
- 유이 :

## 주요설정
- 충술사 :
- 벌레 :

## 제작진
- 원화 : 우에다 마테오

## 팬 디스크
2009년에 팬 디스크 '아게하'가 미니 게임을 포함한 체로 발매되었다.

## 같이 보기
- 미연시 갤러리 4대 명작